# 勒博斯克勒努
勒博斯克勒努（法語：Le Bosc-Renoult）是法国奥恩省的一个市镇，位于该省北部，属于阿尔让唐区。该市镇总面积12.7平方公里，2009年时的人口为236人。

## 人口
勒博斯克勒努人口变化图示